# Gyna jocosa
Gyna jocosa är en kackerlacksart som beskrevs av Robert Walter Campbell Shelford 1908. Gyna jocosa ingår i släktet Gyna och familjen jättekackerlackor. Inga underarter finns listade i Catalogue of Life.